# Theodor von Guérard
Theodor von Guérard est un homme politique allemand, né le 29 décembre 1863 à Coblence (Province de Rhénanie) et mort le 21 juillet 1943 à Ahaus (Allemagne).
Membre du Zentrum, il est ministre de la Justice de 1929 à 1930 et ministre aux Transports de 1928 à 1929 puis de 1930 à 1931.